# Pont de Saint-Cloud
Pont de Saint-Cloud is een brug van metaal over de Seine tussen de gemeenten Boulogne-Billancourt en Saint-Cloud in het Franse departement Hauts-de-Seine.
De eerste (eenvoudige) brug van Saint-Cloud zou al in 841 zijn gebouwd. Dit betrof een houten voetbrug. De huidige brug dateert uit 1940 en verving de brug uit 1808. Het brugdek telt in totaal zeven rijstroken en twee voetpaden aan weerszijden. De weg draagt het wegnummer D907. Voorheen was dit de N307.
Het nabijgelegen metrostation Boulogne - Pont de Saint-Cloud is naar de brug genoemd.